# Adama Kamara
Pour les articles homonymes, voir Adama et Kamara.
Adama Kamara , né le 17 décembre 1964 à Abidjan, est un avocat, homme d'affaires et homme politique ivoirien.
Depuis le 6 avril 2021, il est le Ministre de l'Emploi et de la Protection Sociale. Il est le député d'Odienné.

## Biographie

### Formation
Juriste de formation, Adama Kamara est titulaire d’un diplôme d'études universitaires générales (Deug II) en 1988 et d’une licence en droit privé obtenue en 1989 à l’université d’Abidjan devenue Université Félix-Houphouët-Boigny. Il passe ensuite une maîtrise en droit des affaires en 1991 dans la même université ivoirienne. C’est également en 1991 qu’il décroche le Certificat d’Aptitude à la Profession d’Avocats (CAPA), à l’Université d’Abidjan, qui lui ouvre les portes de l’avocature.

### Parcours professionnel
En juillet 1992, Kamara entre comme stagiaire au cabinet de Julien Mondon Konan, à l’époque bâtonnier de l’ordre national des avocats de Côte d’Ivoire. Deux ans plus tard, il crée, en collaboration avec d’autres avocats, la firme SCPA Takore-Blay-Sakho-Kamara et Associés.
Au cours de sa carrière d'avocat, il aide le conseil de l’État de Côte d’Ivoire sur plusieurs grands dossiers, par exemple, conseil de l’État pour la restructuration de la dette intérieure.
Avocat d’affaires, Adama Kamara a également conseillé et assisté l’État dans la signature de plusieurs conventions, tout comme la conception de réformes dans les secteurs de l’assurance-santé, des énergies et des transports.
Adama Kamara est aussi un homme d'affaires, qui possède, en 2010, une scierie (nommée Kamaad) à Abidjan.
Présenté par l’hebdomadaire Africa Intelligence comme « l’avocat des pétroliers », Adama Kamara a accompagné l’État de Côte d’Ivoire dans la rédaction des contrats cadre de vente de produits pétroliers et des contrats de partage de production (CPP). Le praticien du droit a également été le conseil de la Côte d’Ivoire dans le traitement du dossier de la délimitation de la frontière maritime avec le Ghana.
En mai 2018, la gestion de la première centrale photovoltaïque du pays est accordée à Adama Kamara par le Premier ministre Amadou Gon Coulibaly, dont il est très proche.

### Expérience administrative
En février 2002, Adama Kamara est appelé comme conseiller spécial chargé des questions juridiques de Seydou Diarra, Premier ministre du gouvernement de réconciliation nationale. Il reste à ce poste jusqu’en décembre 2005. Pendant cette période, il participe aux négociations politiques d’Accra 1, 2, et 3. Il est ensuite responsable de la rédaction de la matrice d’actions de mise en œuvre des accords de Linas-Marcoussis.
En janvier 2017, il suspend sa présence au sein de l’Ordre des avocats de Côte d’Ivoire et devient ainsi « avocat omis », pour se consacrer à sa nouvelle mission au sein de la haute administration publique. Depuis lors, il entre au cabinet du Premier ministre Amadou Gon Coulibaly, en qualité de conseiller spécial. À ce poste, Adama Kamara assume des responsabilités transversales. Il préside des comités et groupes de travail dans des secteurs aussi variés que les mines, le pétrole, l’électricité, la santé, la justice, l’économie et les finances, le budget et le portefeuille de l’État, l’industrie et le commerce, l’environnement, les Eaux et Forêts, etc.
Le 30 juillet 2020, Hamed Bakayoko succède à la tête du gouvernement à Amadou Gon Coulibaly, décédé quelques semaines plus tôt. Adama Kamara conserve son poste à la primature jusqu’à sa nomination au gouvernement en tant que ministre de l’Emploi et de la Protection sociale du gouvernement du Premier ministre Patrick Achi.

## Parcours politique
Cofondateur du collectif d’avocats qui a assuré la défense du Rassemblement des républicains (RDR) d’Alassane Ouattara, Kamara a été de la défense, devant les juridictions ivoiriennes, du parti (RDR), de son président Alassane Ouattara mais aussi des cadres et militants du RDR.
Au sein du RDR, Kamara  a été tour à tour conseiller spécial du président de ce parti (Alassane Ouattara), secrétaire national chargé des affaires juridiques et membre de la direction au sein du bureau politique du RDR.
Kamara a constitué et déposé les deux dossiers de candidature d’Alassane Ouattara à la présidentielle de 2000 et 2010. Il a également assumé les charges de directeur central adjoint de campagne d'Alassane Ouattara pour l'élection présidentielle de 2015.
En prévision de l'élection présidentielle de 2020, Adama Kamara fait partie, avec Amadou Koné et Amadou Coulibaly, de l'équipe chargée de préparer la candidature d'Amadou Gon Coulibaly. Amadou Gon Coulibaly est le dauphin désigné du président Ouattara qui décide de ne pas se présenter à un autre mandat. Cependant Amadou Gon Coulibaly meurt le 8 juillet 2020 et Alassane Ouattara décide de se représenter.
Il est élu député à Odienné le 6 mars 2021 et obtient ainsi son premier mandat électif.
Kamara est ministre de l'Emploi et de la Protection Sociale dans les gouvernements Achi I et II et Beugré Mambé depuis le 6 avril 2021.

## Vie associative
Adama Kamara est à l'origine de la création de l'orchestre philharmonique des enfants d'Odienné,.

## Distinctions
Kamara est officier de l’ordre national de la république de Côte d’Ivoire,.